# Malthinus multispinosus
Malthinus multispinosus es una especie de coleóptero de la familia Cantharidae.

## Distribución geográfica
Habita en China.